# 梅特盧斯·西庇阿
昆圖斯·凱基利烏斯·梅特盧斯·皮烏斯·西庇阿（拉丁語：Quintus Caecilius Metellus Pius Scipio，約前95年—前46年），簡稱梅特盧斯·西庇阿（Metellus Scipio），是羅馬共和國的將領。凱撒內戰期間，他是格奈烏斯·龐培的支持者。

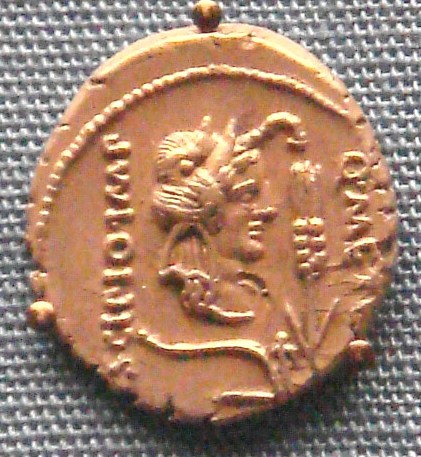
鑄有梅特盧斯·西庇阿頭像的錢幣

梅特盧斯·西庇阿是普布利烏斯·康內留斯·西庇阿的孫子，外祖父是法學家盧修斯·李錫尼·克拉蘇。在法薩盧斯戰役中，他與龐培的軍隊被凱撒擊敗，梅特盧斯·西庇阿逃亡北非。兩年後他捲土重來，與小加圖、努米底亞國王尤巴一世組成聯軍對抗凱撒，但仍於薩普蘇斯戰役敗北。梅特盧斯·西庇阿最終在希波城自盡。